# Millenia Tower
Millenia Tower es un rascacielos de 218 m (715 pies) de altura y 41 plantas situado en Marina Centre, Singapur. El edificio está localizado en Millenia Singapore, y es la pieza central del proyecto, a menos de 20 minutos desde el Aeropuerto Internacional de Singapur. El edificio fue incluido durante el National Day Parade, cuando el entonces artista de MediaCorp Evelyn Tan cantó el tema musical.

## Arquitectura
- Todas las oficinas tienen vistas panorámicas de Singapur.
- La superficie cuadrada descansa sobre cuatro cilindros iluminados, que a su vez encuadran un impresionante lobby de cristal.
- La torre está coronada con una gran pirámide que es el punto más alto de todo el proyecto.